# Lenoir-Rhyne University
Die Lenoir-Rhyne University ist eine private Universität in Hickory, North Carolina. Die Hochschule wird von der Evangelisch-Lutherischen Kirche in Amerika getragen und hat rund 2400 immatrikulierte Studenten. Sie hat darüber hinaus zwei weitere Campus in Asheville und Columbia (South Carolina).

## Geschichte
Die Universität wurde 1891 von vier lutherischen Pastoren gegründet. Am 1. September 1891 wurde mit zwölf Studenten in einer „Ein-Raum-Schule“ mit dem Namen „Highland Academy“ gestartet. 1895 kam die Hochschule zur Evangelisch-Lutherischen Kirche. Bis 2008 hieß die Universität Lenoir-Rhyne College.
Heute hat sie über 50 verschiedene Studienangebote und ist von der Southern Association of Colleges and Schools akkreditiert. Die Universität pflegt außerdem eine Partnerschaft mit der Hochschule Magdeburg-Stendal.

## Bekannte Absolventen
- Elizabeth K. Dillon (* 1960), Bundesrichterin
- Burgess Jenkins (* 1973), Schauspieler
- Tom Segura (* 1979), Stand-up-Comedian
- Kyle Dugger (* 1996), American-Football-Spieler